# Jordi Llovet
Jordi Llovet i Pomar (Barcelona, 17 de diciembre de 1947) es un crítico literario, filósofo, ensayista, traductor y catedrático español de Teoría de la Literatura y Literatura Comparada, jubilado, de la Universidad de Barcelona.  Llovet no sólo ha trabajado literatura o teorías literarias, también ha realizado trabajos acerca de diseño o filosofía, lo que implica que su trabajo siempre ha sido humanista. La mayor parte de su vida la ha dedicado al profesorado y a la traducción en distintas universidades europeas.

## Biografía
Es un crítico de literatura, filósofo, traductor, ensayista y catedrático de Teoría de la Literatura y Literatura Comparada en la Universidad de Barcelona, en la que ejerció especialmente en el ámbito de la comparatística. Director del Área de Literatura del Institut d´Humanitats de Barcelona. Es licenciado en Filosofía y Letras por la Universitat de Barcelona, realiza cursos de doctorado en varias ciudades europeas, entre ellas Berlín y Fráncfort. Posteriormente en Barcelona, se doctora y comienza su actividad docente en la Universidad barcelonesa. Combina la enseñanza con la dedicación institucional y editorial. Es miembro fundador del Collegi de Filosofía, que preside entre los años 1984 y 1989. Desde la fundación del Institut d'Humanitats en 1987, es director del Área de Literatura y de la Societat d'Estudis Literaris . En 1996 dirige la edición española de la Obra Completa de Franz Kafka, a partir de la edición crítica de Fischer Verlag. 

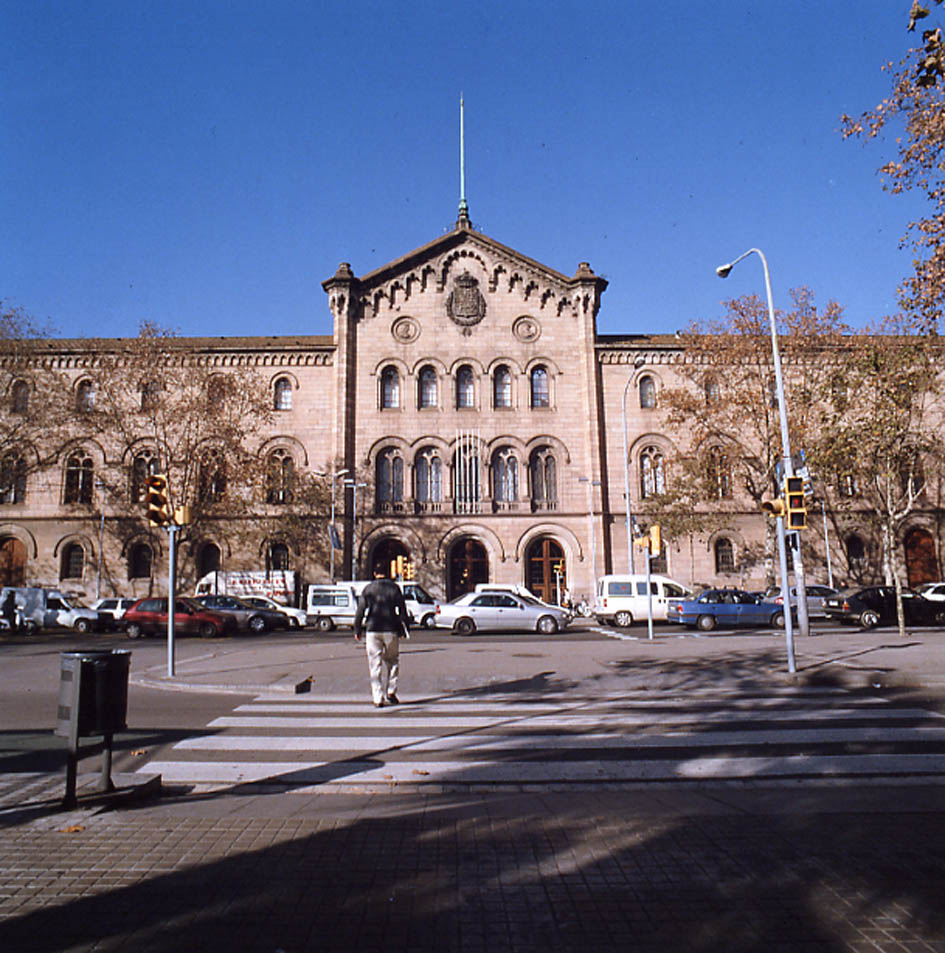
Fachada del edificio histórico de la Universidad de Barcelona

En 1978 gana el VI Premio Anagrama de Ensayo con su texto Por una estética egoísta. Esquizosemia.  En 1990 hace una recopilación de conferencias que titula: El sentit i la forma. Assaigs d'Estètica, por otra parte, en el Collegi de Filosofía elabora trabajos como De l'amor, el desig i altres passions en 1980 o Frontera i perill en 1987, En realiza una complilación de ensayos sobre teoría literaria y literatura comparada llamado simplemente así: Teoría Literaria y Literatura Comparada Además de todo su trabajo ensayístico, Jordi Llovet se desarrolla como un traductor de primer nivel. En 1978 presenta su primera traducción, realizada al catalán, de La metamorfosis de Franz Kafka, que titula La transformació. Además de centrarse en el estudio y traducción de Kafka (a principios de la década del 2000 dirigió la edición de las obras completas), también ha hecho llegar a los lectores numerosos clásicos de la literatura como Rainer María Rilke, Thomas Mann, Friedrich Hölderlin, Gustave Flaubert o Charles Baudelaire, entre otros. En 2008 se jubila como profesor de la Universitat de Barcelona y escribe el libro Adiós a la universidad: El eclipse de las humanidades, en él trata, de acuerdo a las distintas experiencias que tuvo respecto a su separación de la academia, el lugar al que se encaminan las humanidades. Lo que le interesa es realizar un reflexión sobre a dónde se va con el trabajo humanista, las distintas disciplinas y el futuro de las humanidades. Su adiós no es por la derrota de las humanidades, es una llamada, paradójicamente, a continuar con las humanidades a pesar del difícil momento que le toca pasar

## Labor de traducción
Llovet destaca por la labor de traducción al catalán de autores y textos del francés, obras de Voltaire, Charles Baudelaire, Paul Valéry y Gustave Flaubert; del alemán, a Friedrich Hölderlin, Friedrich Schiller, Rainer Maria Rilke, Johann Wolfgang von Goethe, Thomas Mann, Robert Musil y Franz Kafka, es precisamente con este último que hace una vasta labor de traducción. 
En 1978 comienza su carrera como traductor con la versión catalana de La transformació (Die Verwandlung) de Franz Kafka, para Editorial Proa. Durante los años ochenta publicará Incidentes de Roland Barthes en Anagrama. Anteriormente, se traduce y publica Cartes sobre l ́educació estètica del ́home de Friedrich Schiller. Con el comienzo de la siguiente década, Llovet traduce, y posteriormente publican en Anagrama y Editorial Proa respectivamente, Bestiario: once relatos de animales y Bouvard i Pécuchet: seguit del Diccionari de tòpics, ambos texto del francés, tales obras son publicadas con un prólogo sobre el autor y su obra, que el mismo Llovet elabora. En 1993 traduce e introduce Hiperion oder der Eremit in Griechenland (Hiperió o L'eremita a Grècia), además del texto Der Tod des Empedokles (La mort d'Empèdocles) ambos textos de Friedrich Hölderlin. Cuatro años después, se publica Caín: un misteri, de Lord Byron en edición bilingüe como los de Hölderlin.

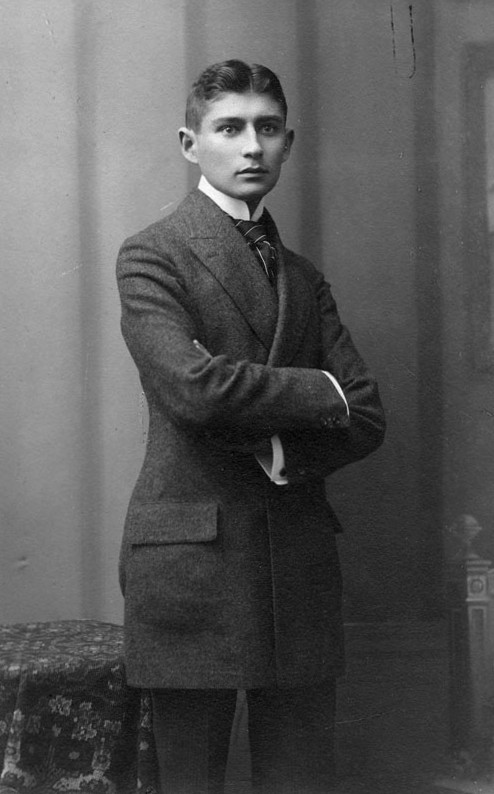
Kafka1906

Su trabajo como director de la edición española de las Obras Completas de Franz Kafka, es, sin duda, su mayor compromiso con la traducción. Dicha obra y elaboración se realizan a partir de la edición crítica de Fischer Verlag, que supuso un gran acontecimiento literario y editorial. Cerca del año 1971 surge en Llovet un gran interés por Franz Kafka y su obra, autor al que estudió durante su estancia en Fráncfort e incluyó en su tesis doctoral. Según el mismo Llovet, frente a otras traducciones “barroquizadas” de la misma obra, la suya se diferencia por un lenguaje más sencillo, elemental y escueto que, en palabras del traductor, se hace estrictamente necesaria debido a la “prudencia escolar que es enormemente peculiar de su estilo” y que todo traductor “debe reflejar en el uso del castellano”.

## Trabajo en teoría
Llovet no escribió textos únicamente de teoría literaria, sin embargo, es el área donde se puede considerar que se encuentra condensada la mayor parte de su obra crítica. Coordinó distintas compilaciones de ensayos sobre la teoría literaria y literatura comparada. Además de los textos de teoría literaria ha elaborado una serie de ensayos sobre otras disciplinas, como el diseño (Ideología y Metodología del Diseño). En dicha obra, sus ensayos van enfocados al diseño, pero vinculando la lingüística para poder desarrollar su crítica. Además de haber elaborado distintos ensayos sobre la teoría de otros autores, hay dos propuestas bastante originales en sus ensayos. La primera es la aportación de algo que llama Esquizosemia y por otro lado, está una propuesta de periodización literaria.
- Esquizosemia

La esquizosemia, un neologismo, una nueva propuesta, que va a ser reintroducida por José Antonio González Alcantud, cuando recupera la terminología de Jordi Llovet en su obra literaria El exotismo en las vanguardias artístico-literarias.  Allí se refiere a la ezquizosemia como una modificación en el lenguaje, que traspasa una frontera, que crea y pretende dar sentido a conceptos subjetivos que se integran en lo objetivo –al acercarse a una aspiración filosófica-. Todo ello ligado a la trascendencia del arte, de la “no razón” que ahora implica el mismo arte.
De esta forma, los conceptos del arte -parten del producto de la esquizosemia- deben estar construidos por características y vanguardias contextualizadas, tal como es el Ready-made o Arte encontrado, creado por Marcel Duchamp; figura eminente en el Pop Art del siglo XX. El significado que pretende esta tendencia es la utilidad de objetos en el arte, impensables, para el mismo fin: la creación de nuevos elementos. Puede verse allí la descripción de aquella expresión, la planeación, esquizo-sémica, para lograr dar sentido y explicación a lo que se está proponiendo -en este caso una creación artística, una visión novedosa de la misma-.
Esquizosemia representa un difícil equilibrio estético y pretende ser una innovación no sólo temática, sino también por su complicado registro polifónico. Llovet lo define como “Momento en que se resume una doble actividad simultánea, nos parece poder definir la actividad esquizosémica del sujeto como aquel proceso significante en que se asegura la progresión del sujeto en función de la transgresión del orden simbólico social propio de la colectividad. Por tal actividad, el gesto de la esquizosemia asumida por el sujeto, la instancia subjetiva se procesa procesando el orden social del lenguaje, pero, al mismo tiempo, el orden social queda globalmente reestructurado, pues modificada ha quedado la tesis que une al sujeto con la realidad”.
- Periodización literaria según Llovet

La periodización literaria consiste en la segmentación por medio del discurso histórico sobre el estudio literario. Así, es posible la segmentación de un movimiento estético, por ejemplo, dentro de un momento histórico específico en distintos períodos.
Llovet problematiza, en su ensayo sobre la periodización literaria, el asunto de la constitución del canon literario, la dificultad de establecer un modelo casi universal sobre la importancia de cierta obra y su jerarquía; la influencia de la literatura antigua en la constitución del canon, la gran influencia que tienen los textos clásicos grecorromanos y hebreos en las obras que son consideradas canónicas; la definición de la periodización literaria entre las categorías históricas y estéticas, ¿Por qué? y ¿Cómo? poder definir un tipo de categoría estética aplicable a periodos literarios; y finalmente, propone un modelo de periodización, bastante general que termina clasificando la literatura de la siguiente manera:
a)	Edad Media
b)	Humanismo y Renacimiento
c)	Barroco y Neoclasicismo
d)	Romanticismo
e)	Realismo literario
f)	Simbolismo
g)	siglo XX

## Obra
- 1977 Escritos de estética y semiótica del arte - coautoría con Jan Mukarovský.
- 1978 Maneras de hacer filosofía
- 1978 Por una estética egoísta: (Esquizosemia)
- 1979 Ideología y metodología del diseño
- 1979 Literatura catalana. Dels inicis als nostres dies
- 1979 Oficio de semana santa de Xavier Rubert de Ventós
- 1980 De l’amor, el desig i altres passions
- 1983 Cartes sobre l'educació estética de l'home de Friedrich Schiller
- 1983 Francesc Todó Con Joan Iriarte
- 1987 Incidentes de Roland Barthes
- 1990 El Sentit i la forma: assaigs d'estética
- 1992 Padres e hijos de Franz Kafka
- 1993 La literatura como lujo de Georges Bataille (traducción)
- 1995 Lecciones de Literatura Universal siglos XII a XX
- 1999 Dones i literatura: assaigs de crítica literaria de Virginia Woolf
- 2005 Teoría literaria y literatura comparada
- 2007 Les flors del mal de Charles Baudelaire
- 2010 La amistad ; Conversación con un amigo, (entrevista de Llàtzer Moix)
- 2011 Adiós a la universidad: El eclipse de las humanidades[10]
- 2018 La literatura admirable. Del Génesis a Lolita[11] (dirección de la obra; la lista de coautores es extensa[12])